# Giuseppe Laigueglia
Giuseppe Laigueglia (ur. 7 września 1922 w Badalucco, zm. 6 czerwca 2001) – włoski duchowny rzymskokatolicki, arcybiskup tytularny, dyplomata papieski.

## Biografia
16 czerwca 1946 otrzymał święcenia prezbiteriatu.
3 sierpnia 1973 papież Paweł VI mianował go nuncjuszem apostolskim w Boliwii oraz arcybiskupem tytularnym aelijskim. 22 września 1973 przyjął sakrę biskupią z rąk prefekta Świętej Kongregacji ds. Dyscypliny Sakramentów kard. Antoniego Samorè. Współkonsekratorami byli sekretarz Świętej Kongregacji Nadzwyczajnych Spraw Kościelnych abp Agostino Casaroli oraz biskup Ventimiglii Angelo Raimondo Verardo OP.
20 stycznia 1979 został przeniesiony przez papieża Jana Pawła II na urząd pronuncjusza apostolskiego na Kubie. 31 lipca 1980 zakończył tę misję i następnie do przejścia na emeryturę 30 czerwca 1991 pracował w Kurii Rzymskiej.